# Baliga australis
Baliga australis is een insect uit de familie van de mierenleeuwen (Myrmeleontidae), die tot de orde netvleugeligen (Neuroptera) behoort. 
Baliga australis is voor het eerst wetenschappelijk beschreven door Banks in 1939.